# Medumba jezik
Medumba jezik (ISO 639-3: byv; bagangte, bamileke-medumba, bangangte), nigersko-kongoanski jezik iz Kameruna koji se nekada klasificirao podskupini bamileke, a danas podskupini nun, šira skupina mbam-nkam. Govori ga oko 210 000 ljudi (1991 UBS) u provinciji West.
Ima jedan dijalekt: batongtou; piše se latinicom.

## Vanjske poveznice
- Ethnologue (14th)
- Ethnologue (15th)